# منطقة فير
منطقة فير (بالألبانية:  Rrethi i Fierit) هي واحدة من ستة وثلاثين منطقة تقع في ألبانيا وهي جزء من مقاطعة فيير. يقدر عدد سكانها بـ 199,442 نسمة ومساحتها 785 كم2 .